# Čabar
Čabar ist eine Stadt in der Gespanschaft Primorje-Gorski kotar in Kroatien. Sie liegt inmitten des Gorski kotar, von Wald auf der einen Seite und Hügeln auf der anderen Seite umgeben, an der Grenze zu Slowenien, von dort nur durch den kleinen Fluss Čabranka getrennt.

## Geschichte

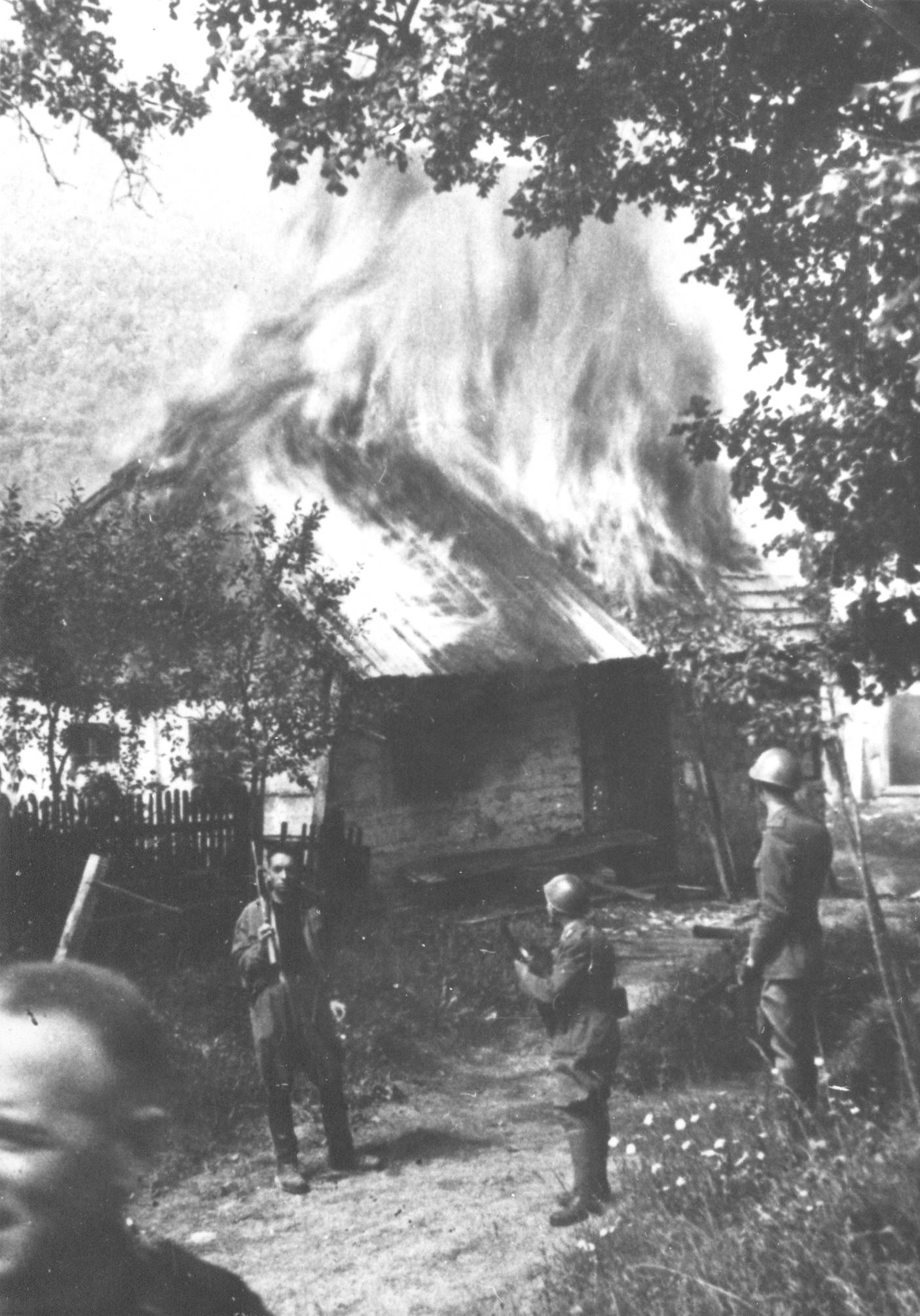
Italienische Soldaten brennen eine Ortschaft im Kreis Čabar nieder (1941).

Die Geschichte der Stadt geht auf römische Zeiten zurück. Während des Zweiten Weltkrieges war sie von 1941 bis 1943 von Italien besetzt und wurde Concanera genannt.

## Bevölkerung
Čabar hat 3770 Einwohner (Volkszählung 2011), zum größten Teil Kroaten. Die Bevölkerungszahlen gehen in den letzten Jahren zurück. Der Grund liegt in sich verschlechternden Lebensbedingungen. Čabar ist seit 1974 verschwistert mit Pula.

## Klima
Die Sommer sind angenehm, die Winter kalt. Weite Bereiche der Stadt sind grün und mit Bäumen bewachsen.

## Wirtschaft
Wirtschaftlich bedeutend sind Holzprodukte und Holzindustrie sowie Wintersport.